# Kim Doo-young
Kim Doo-young (* 5. Dezember 1952 im Bezirk Changseong-dong, Südkorea) ist ein südkoreanischer Jurist, Diplomat und seit 2002 stellvertretender Urkundsbeamter des Internationalen Seegerichtshofs.
Nach dem Studium der französischen Sprach- und Literaturwissenschaft an der Hankuk Universität für Fremdsprachen in Seoul, das er 1979 mit einem Bachelor of Arts abschloss, erwarb Kim 1981 den Master of Laws mit Vertiefungsrichtung Völkerrecht an der Seoul National University, wo er 1992 auch zum Doktor der Rechte promovierte. Zudem erwarb er 1985 einen Abschluss im Fachbereich Internationale Beziehungen an der University of Pennsylvania.
1981 trat er in den Staatsdienst seines Landes ein und war ab 1986 im auswärtigen Dienst tätig, unter anderem als Berater an den Botschaften in der Elfenbeinküste, Mexiko und bei der Ständigen Vertretung seines Landes bei den Vereinten Nationen. Seit dem 25. Juni 2002 ist Kim stellvertretender Urkundsbeamter beim Internationalen Seegerichtshof.

## Publikationen (Auswahl)
- Reservations in multilateral treaties (auf Koreanisch)
- The role of the UN Secretary General (auf Koreanisch)